# Egidio Duni
Egidio Romualdo Duni (11. února 1708 Matera – 11. června 1775 Paříž) byl italský hudební skladatel působící také v Paříži a Londýně.

## Život
Narodil se v Mateře na jihu Itálie, v hlavním městě provincie Matera. Počáteční hudební vzdělání získal u svého otce Francesca Duni, který byl v Mateře ředitelem kůru (maestro di cappella). V devíti letech byl přijat na neapolskou konzervatoř Santa Maria di Loreto (Conservatorio di Santa Maria di Loreto). Byl žákem předních hudebních skladatelů Itálie té doby. Jeho učiteli byli mj. Giovanni Battista Pergolesi a Giovanni Paisiello.
Jeho prvním úspěchem byla opera Nerone uvedená v Římě během karnevalu roku 1735. V roce 1737 navštívil Londýn, kde uvedl svou operu Demophontes, King of Thrace. Po návratu do Itálie se v roce 1749 stal kapelníkem v Parmě.
Závěrečnou část své kariéry strávil v Paříži, kde sehrál klíčovou roli při vzniku žánru francouzské komické opery (Comédie mêlée d'ariettes). V roce 1758 se oženil s Elizabeth Kateřinou Superville, se kterou měla syna Jeana. Od roku 1761 byl ředitelem Comédie-Italienne. V Paříži také v roce 1775 zemřel.
Na počest skladatele byla v rodné Mateře jeho jméno nese místní konzervatoř a každoročně se pořádá hudební Festival Duni Matera.

## Dílo
- Nerone (opera seria, libreto podle Francesca Silvaniho: La fortezza al cimento, 1735 Řím, Tordinona)
- Adriano in Siria (opera seria, libreto Pietro Metastasio, 1735 Řím, Tordinona)
- La tirannide debellata (opera seria, libreto podle Apostola Zena a Pietro Pariatiho napsal Flavio Anicio Olibrio, 1736 Milán, Teatro Regio Ducale)
- Demophontes, King of Thrace (opera seria, libreto Pietro Metastasio, 1737 Londýn, Her Majesty’s Theatre)
- La Didone abbandonata (opera seria, libreto Pietro Metastasio, 1739 Milán, Teatro Regio Ducale)
- Catone in Utica (opera seria, libreto Pietro Metastasio, 1740 Florencie, Teatro della Pergola)
- Baiazette o Tamerlano (opera seria, libreto Agostino Piovene, 1743 Florencie, Teatro della Pergola)
- Artaserse (opera seria, libreto Pietro Metastasio, 1744 Florencie, Teatro della Pergola)
- Ipermestra (opera seria, libreto Pietro Metastasio, 1748 Janov, Falcone)
- Ciro riconosciuto (opera seria, libreto Pietro Metastasio, 1748 Janov, Falcone)
- Olimpiade (opera seria, libreto Pietro Metastasio, 1755 Parma, Teatro Ducale)
- La buona figliuola (La Cecchina) (melodramma giocoso, libreto Carlo Goldoni, 1756 Parma, Teatro Ducale; přepracovaná verze jako La Bonne Fille, 1761 Paříž, Comédie-Italienne)
- Le Peintre amoureux de son modèle (opéra comique, libreto Louis Anseaume, 1757 Paříž, Foire St. Laurent)
- Le Docteur Sangrado (opéra comique, libreto Louis Anseaume a Jean Baptiste Lourdet de Santerre podle Alaina René Lesageho: Gil Blas, 1758 Paříž, Foire St. Germain)
- La Fille mal gardée ou Le Pedant amoureux (comédie mêlée d'ariettes, libreto Charles Simon Favart, 1758 Paříž, Comédie-Italienne)
- La Chute des anges rebelles (opéra comique, 1758 Paříž, Tuileries, Salle des Machines)
- Nina et Lindor ou Les Caprices du cœur (intermède, libreto Pierre Richelet, 1758 Paříž, Foire St. Laurent)
- La Veuve indécise (opéra comique, libreto Louis Anseaume, 1759 Paříž, Foire St. Laurent)
- La Boutique du poète (opéra comique, 1760 Paříž, Comédie-Italienne)
- L'Isle des foux (comédie mêlée d'ariettes, libreto Louis Anseaume podle Goldoniho Arcifanfano re dei matti, 1760 Paříž, Comédie-Italienne)
- Mazet (comédie mêlée d'ariettes, libreto Louis Anseaume, 1761 Paříž, Comédie-Italienne)
- La Plaideuse ou Le Procès (comédie mêlée d'ariettes, libreto Charles Simon Favart, 1762 Paříž, Comédie-Italienne)
- La Nouvelle Italie (comédie héro-comique, libreto J. Galli di Bibiena, 1762 Paříž, Comédie-Italienne)
- Le Milicien (comédie mêlée d'ariettes, libreto Louis Anseaume, 1762 Versailles, Paříž, Comédie-Italienne)
- Les Deux Chasseurs et la laitière (comédie mêlée d'ariettes, libreto Louis Anseaume, 1763 Paříž, Comédie-Italienne)
- Le Rendez-Vous (comédie, libreto Pierre Légier, 1763 Paříž, Comédie-Italienne)
- L'Ecole de la jeunesse ou Le Barnevelt françois (comédie mêlée d'ariettes, libreto Louis Anseaume, 1765 Paříž, Comédie-Italienne)
- La Fée Urgèle ou Ce qui plaît aux dames (comédie mêlée d'ariettes, libreto Favart podle Voltaira a Chaucera, 1765 Fontainebleau)
- La Clochette (comédie mêlée d'ariettes, libreto Louis Anseaume, 1766 Paříž, Comédie-Italienne)
- Les Moissoneurs (comédie mêlée d'ariettes, libreto Favart, 1768 Paříž, Comédie-Italienne)
- Les Sabots (opéra comique, libreto Michel-Jean Sedaine, 1768 Paříž, Comédie-Italienne)
- La Rosières de Salency (comédie mêlée d'ariettes, libreto Favart, 1769 Fontainebleau)
- Thémire (pastorale mêlée d'ariettes, libreto Michel-Jean Sedaine, 1770 Passy)